# Amborovy flygplats
Amborovy flygplats, Aéroport d'Amborovy, även benämnd Aéroport Philibert-Tsiranana, är en flygplats sju kilometer nordost om staden Mahajanga i Madagaskar. Den ligger i den norra delen av landet, 400 km norr om huvudstaden Antananarivo. 